# Exeter Canal
Exeter Canal är en kanal i Storbritannien.   Den ligger i riksdelen England, i den södra delen av landet, 250 km väster om huvudstaden London.